# Solliès-Pont
Solliès-Pont település Franciaországban, Var megyében. Lakosainak száma 12 210 fő (2022. január 1.). Solliès-Pont La Crau, Cuers, Solliès-Toucas és Solliès-Ville községekkel határos.

## Népesség
A település népessége az elmúlt években az alábbi módon változott:
| Lakosok száma | 11 310 | 10 951 | 11 230 | 11 149 | 11 496 | 11 762 | 11 974 | 12 080 | 12 210 |
|               | 2013   | 2015   | 2016   | 2017   | 2018   | 2019   | 2020   | 2021   | 2022   |